# Rikuto Ishio
Rikuto Ishio (japanisch 石尾 陸登 Ishio Rikuto; * 7. August 2001 in der Präfektur Aichi) ist ein japanischer Fußballspieler.

## Karriere
Rikuto Ishio erlernte das Fußballspielen in der Mannschaft der JFA Academy sowie in der Universitätsmannschaft der Sendai University. Von März 2023 bis Saisonende 2023 wurde er von der Universität an den Zweitligisten Vegalta Sendai ausgeliehen. Hier kam er jedoch nicht zum Einsatz. Nach der Ausleihe wurde Ishio am 1. Februar 2024 von Sendai fest unter Vertrag genommen. Sein Zweitligadebüt gab Rikuto Ishio am 25. Februar 2024 (1. Spieltag) im Auswärtsspiel gegen Ōita Trinita. Bei dem 1:1-Unentschieden stand er in der Startelf und wurde in der 73. Minute gegen den Brasilianer Mateus Moraes ausgewechselt.